# Trochoidea trochoides
Trochoidea trochoides is een slakkensoort uit de familie van de Hygromiidae. De wetenschappelijke naam van de soort is voor het eerst geldig gepubliceerd in 1789 door Poiret.